# Léon Raiter
Pour les articles homonymes, voir Raiter.
Léon Raiter né le 9 mars 1893 à Bucarest et mort le 3 juin 1978 dans le 18e arrondissement de Paris, est un auteur, compositeur et éditeur de musique français d'origine roumaine. 
Son œuvre la plus connue est la chanson réaliste Les roses blanches (1925).

## Biographie
Léon Raiter écrit des paroles ou composé des musiques (chansons, musiques de danses), dont plusieurs font partie du patrimoine chansonnier français : Meunier tu dors, Les Roses blanches (paroles de Charles-Louis Pothier, 1925, éditions Raiter).
Il joue régulièrement sur Radio Paris et Radio LL dans les années trente. Il cocompose avec Louis Izoïrd.
Mort à l'Hôpital Bichat à l'âge de 85 ans, Léon Raiter était veuf en premières noces de Rose Leibelsohn, mère de son fils Sylvain (1916-2005) qui fit également une carrière de compositeur.

### Anecdote
En 1928, Léon Raiter remarque Berthe Sylva, alors employée au Caveau de la République. Il lui propose de passer à l'antenne de Radio Tour Eiffel. C'est grâce à Léon Raiter, qui a composé en 1926 la musique des Roses blanches, qu'elle se met à enregistrer, tout d'abord chez Idéal, puis chez Odéon.[réf. nécessaire]

## Œuvres
- Les Roses blanches, 1926
- On n'a pas tous les jours vingt ans, 1935, chantée par Berthe Sylva.

## Filmographie
- 1932 : Léon... tout court de Joe Francis